# Saint-Pierre-Bellevue
Saint-Pierre-Bellevue – miejscowość i gmina we Francji, w regionie Nowa Akwitania, w departamencie Creuse.
Według danych na rok 1990 gminę zamieszkiwały 302 osoby, a gęstość zaludnienia wynosiła 9 osób/km² (wśród 747 gmin Limousin Saint-Pierre-Bellevue plasuje się na 354. miejscu pod względem liczby ludności, natomiast pod względem powierzchni na miejscu 135.).

## Populacja

Populacja Saint-Pierre-Bellevue w latach 1962–2008